# Little Rock (Arkansas)
Little Rock es la capital y ciudad más poblada del estado estadounidense de Arkansas. En 2020 la población de la ciudad era de 202,591 habitantes, según la Oficina del Censo de los Estados Unidos. Como sede del condado de Pulaski, la ciudad se incorporó el 7 de noviembre de 1831, en la orilla sur del Río Arkansas, cerca del centro geográfico del estado. La ciudad deriva su nombre de una formación rocosa a lo largo del río, llamada «Pequeña Roca» (en francés: La Petite Roche) por el explorador francés Jean-Baptiste Bénard de la Harpe en 1722. La capital del Territorio de Arkansas se trasladó a Little Rock desde Arkansas Post en 1821. El área estadística metropolitana (MSA) de seis condados de Little Rock-North Little Rock-Conway, AR, ocupa el puesto 81 en términos de población en los Estados Unidos con 748,031 residentes según la estimación de 2020 de la Oficina del Censo de los Estados Unidos.
Little Rock es un centro cultural, económico, gubernamental y del Sur de Estados Unidos. Varias instituciones culturales se encuentran en Little Rock, como el Museo de Bellas Artes de Arkansas, el Teatro de Repertorio de Arkansas, la Orquesta Sinfónica de Arkansas y el Centro Cultural Mosaic Templars, además de caminatas, paseos en bote y otras oportunidades recreativas al aire libre. La historia de Little Rock está disponible a través de museos de historia, distritos históricos o vecindarios de Little Rock como Quapaw Quarter y sitios históricos como Little Rock Central High School. La ciudad es la sede de Dillard's, Windstream Communications, Stephens Inc., la Universidad de Arkansas para Ciencias Médicas, Heifer International, Winrock International, la Fundación Clinton y el bufete de abogados Rose. Otras corporaciones, como Amazon, Dassault Falcon Jet, LM Wind Power, Simmons Bank, Euronet Worldwide, AT&T y Entergy tienen grandes operaciones en la ciudad. El gobierno estatal es un gran empleador, con muchas oficinas en el centro. Dos carreteras interestatales importantes, la Interestatal 30 y la Interestatal 40, se encuentran en Little Rock, y el puerto de Little Rock sirve como centro de envío.

## Etimología
Little Rock deriva su nombre de una pequeña formación rocosa en la orilla sur del río Arkansas llamada «Little Rock» (en francés: La Petite Roche). Little Rock fue utilizado por el tráfico fluvial temprano como punto de referencia y se convirtió en un cruce de río muy conocido. The Little Rock está al otro lado del río de The Big Rock, un gran acantilado en la orilla del río, que una vez se usó como cantera de roca.

## Historia
Los artefactos arqueológicos proporcionan evidencia de que los nativos americanos habitaron el centro de Arkansas durante miles de años antes de que llegaran los europeos. Los primeros habitantes pueden haber sido la gente de Folsom, los habitantes de Bluff y los pueblos de la Cultura misisipiana que construyeron montículos de tierra registrados en 1541 por el explorador español Hernando de Soto. Las tribus históricas de la zona fueron los Caddo, Quapaw, Osage, Choctaw y Cherokee.
Little Rock recibió su nombre de un afloramiento de piedra en la orilla del río Arkansas utilizado por los primeros viajeros como punto de referencia. Fue nombrado en 1722 por el explorador y comerciante francés Jean-Baptiste Bénard de la Harpe, marcó la transición de la región plana del delta del Misisipi a las estribaciones de la montaña Ouachita. Los viajeros se refirieron al área como «Little Rock». Aunque hubo un esfuerzo por nombrar oficialmente a la ciudad "Arkopolis" tras su fundación en la década de 1820, y ese nombre apareció en algunos mapas realizados por el Servicio Geológico de Estados Unidos, el nombre de Little Rock finalmente se quedó.
En 1957 se produjeron graves disturbios raciales cuando un grupo de estudiantes afroamericanos intentaron acudir a un instituto de Little Rock. La magnitud de los hechos fue tal, que el ejército tuvo que intervenir para disolver las revueltas.
En 1986 se terminó el rascacielos de oficinas Simmons Tower, el edificio más alto de Arkansas

## Geografía
Según la Oficina del Censo de los Estados Unidos, la ciudad tiene una superficie total de 303 km², de las cuales 301 km² es tierra y 1,6 km² (0,52%) es agua.
Little Rock está en la orilla sur del río Arkansas en el centro geográfico de Arkansas. Fourche Creek y Rock Creek atraviesan la ciudad y desembocan en el río. La parte occidental de la ciudad se encuentra en las estribaciones de las montañas Ouachita. Al noroeste de los límites de la ciudad se encuentran Pinnacle Mountain y Lake Maumelle, que proporciona agua potable a Little Rock.
La ciudad de North Little Rock está al otro lado del río desde Little Rock, pero es una ciudad separada. North Little Rock fue una vez el octavo distrito de Little Rock. Una decisión de la Corte Suprema de Arkansas del 6 de febrero de 1904 permitió que la sala se fusionara con la ciudad vecina de North Little Rock. La ciudad fusionada rápidamente se renombró Argenta (el nombre local del antiguo Distrito 8), pero volvió a su nombre original en octubre de 1917.

### Clima
| Parámetros climáticos promedio de Little Rock (Aeropuerto Nacional de Little Rock), normales 1991−2020, extremos 1875−presente | Parámetros climáticos promedio de Little Rock (Aeropuerto Nacional de Little Rock), normales 1991−2020, extremos 1875−presente | Parámetros climáticos promedio de Little Rock (Aeropuerto Nacional de Little Rock), normales 1991−2020, extremos 1875−presente | Parámetros climáticos promedio de Little Rock (Aeropuerto Nacional de Little Rock), normales 1991−2020, extremos 1875−presente | Parámetros climáticos promedio de Little Rock (Aeropuerto Nacional de Little Rock), normales 1991−2020, extremos 1875−presente | Parámetros climáticos promedio de Little Rock (Aeropuerto Nacional de Little Rock), normales 1991−2020, extremos 1875−presente | Parámetros climáticos promedio de Little Rock (Aeropuerto Nacional de Little Rock), normales 1991−2020, extremos 1875−presente | Parámetros climáticos promedio de Little Rock (Aeropuerto Nacional de Little Rock), normales 1991−2020, extremos 1875−presente | Parámetros climáticos promedio de Little Rock (Aeropuerto Nacional de Little Rock), normales 1991−2020, extremos 1875−presente | Parámetros climáticos promedio de Little Rock (Aeropuerto Nacional de Little Rock), normales 1991−2020, extremos 1875−presente | Parámetros climáticos promedio de Little Rock (Aeropuerto Nacional de Little Rock), normales 1991−2020, extremos 1875−presente | Parámetros climáticos promedio de Little Rock (Aeropuerto Nacional de Little Rock), normales 1991−2020, extremos 1875−presente | Parámetros climáticos promedio de Little Rock (Aeropuerto Nacional de Little Rock), normales 1991−2020, extremos 1875−presente | Parámetros climáticos promedio de Little Rock (Aeropuerto Nacional de Little Rock), normales 1991−2020, extremos 1875−presente |
| Mes | Ene. | Feb. | Mar. | Abr. | May. | Jun. | Jul. | Ago. | Sep. | Oct. | Nov. | Dic. | Anual |
| --- | --- | --- | --- | --- | --- | --- | --- | --- | --- | --- | --- | --- | --- |
| Temp. máx. abs. (°C) | 28.3 | 30.6 | 32.8 | 35 | 36.7 | 41.7 | 44.4 | 45.6 | 41.1 | 36.7 | 30 | 27.2 | 45.6 |
| Temp. máx. media (°C) | 10.3 | 12.9 | 17.6 | 22.7 | 26.9 | 31.2 | 33.2 | 33.1 | 29.5 | 23.4 | 16.6 | 11.4 | 22.4 |
| Temp. media (°C) | 4.8 | 7.1 | 11.5 | 16.3 | 21.1 | 25.6 | 27.4 | 27.1 | 23.3 | 17 | 10.6 | 6.1 | 16.5 |
| Temp. mín. media (°C) | -0.6 | 1.2 | 5.4 | 10.1 | 15.2 | 19.8 | 21.8 | 21.2 | 17.2 | 10.5 | 4.6 | 0.7 | 10.6 |
| Temp. mín. abs. (°C) | -22.2 | -24.4 | -11.7 | -2.2 | 3.3 | 7.8 | 12.2 | 11.1 | 2.8 | -2.8 | -12.2 | -18.3 | -24.4 |
| Precipitación total (mm) | 88.9 | 100.8 | 126 | 142 | 129 | 90.2 | 84.6 | 80.3 | 76.5 | 113.5 | 119.9 | 129 | 1280.7 |
| Nevadas (cm) | 2.8 | 4.1 | 1.3 | 0 | 0 | 0 | 0 | 0 | 0 | 0 | 0 | 1.5 | 9.7 |
| Días de precipitaciones (≥ 0.2 mm)                                                                                             | 9.2 | 9.3 | 10.5 | 9.4 | 10.9 | 8.0 | 8.7 | 7.2 | 6.6 | 8.1 | 8.5 | 9.5 | 105.9 |
| Días de nevadas (≥ 0.2 cm) | 0.5 | 0.9 | 0.4 | 0.0 | 0.0 | 0.0 | 0.0 | 0.0 | 0.0 | 0.0 | 0.1 | 0.3 | 2.2 |
| Horas de sol | 180.9 | 188.2 | 244.5 | 276.7 | 325.3 | 346.2 | 351.0 | 323.0 | 271.9 | 251.0 | 176.9 | 166.2 | 3101.8 |
| Fuente: NOAA (horas de sol 1961−1990 at North Little Rock Airport)                                                             | | | | | | | | | | | | | |

## Demografía
De acuerdo al censo de 2000, Little Rock tiene una población de 183.133 personas y 46.488 familias residen en la ciudad. La densidad de población es de 608,5/km². Hay 84.793 viviendas con una densidad de 281,7/km². La población de Little Rock es un 55% de etnia blanca, el 40,41% son afroamericanos, el 2,67% son latinos, el 1,66% son asiáticos y el 1,28% pertenece a otras etnias.
| 183,178                    | 183,124 | 183,334 | 183,620 | 183,799 | 184,564 |
| (Fuente: [cita requerida]) |         |         |         |         |         |

## Galería

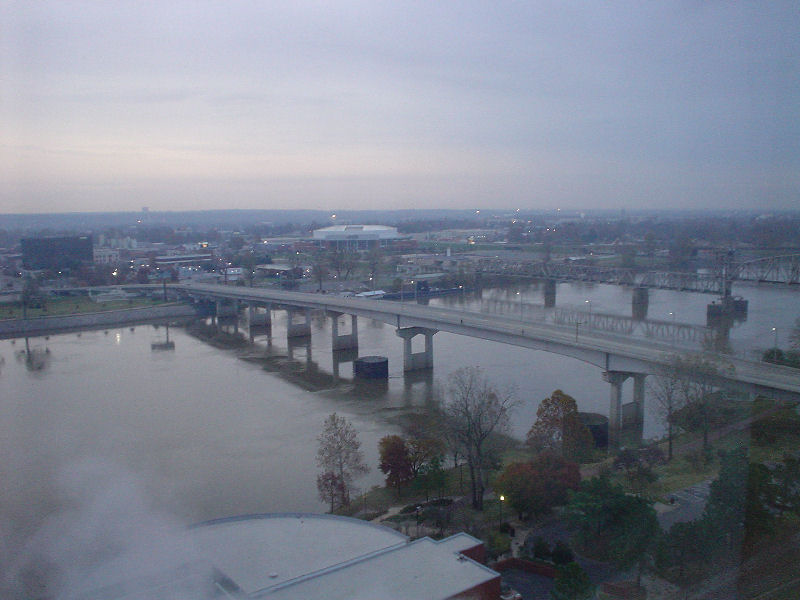
Vista de Little Rock y el río Arkansas
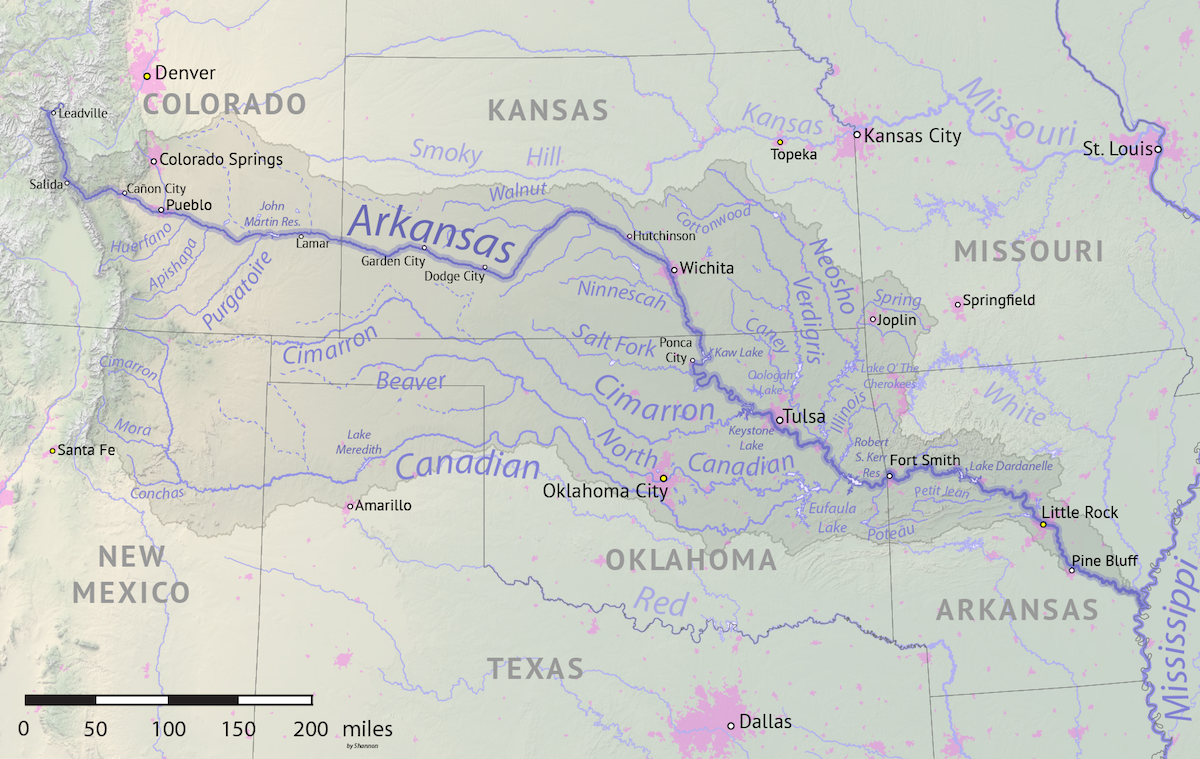
Little Rock en mapa del río Arkansas
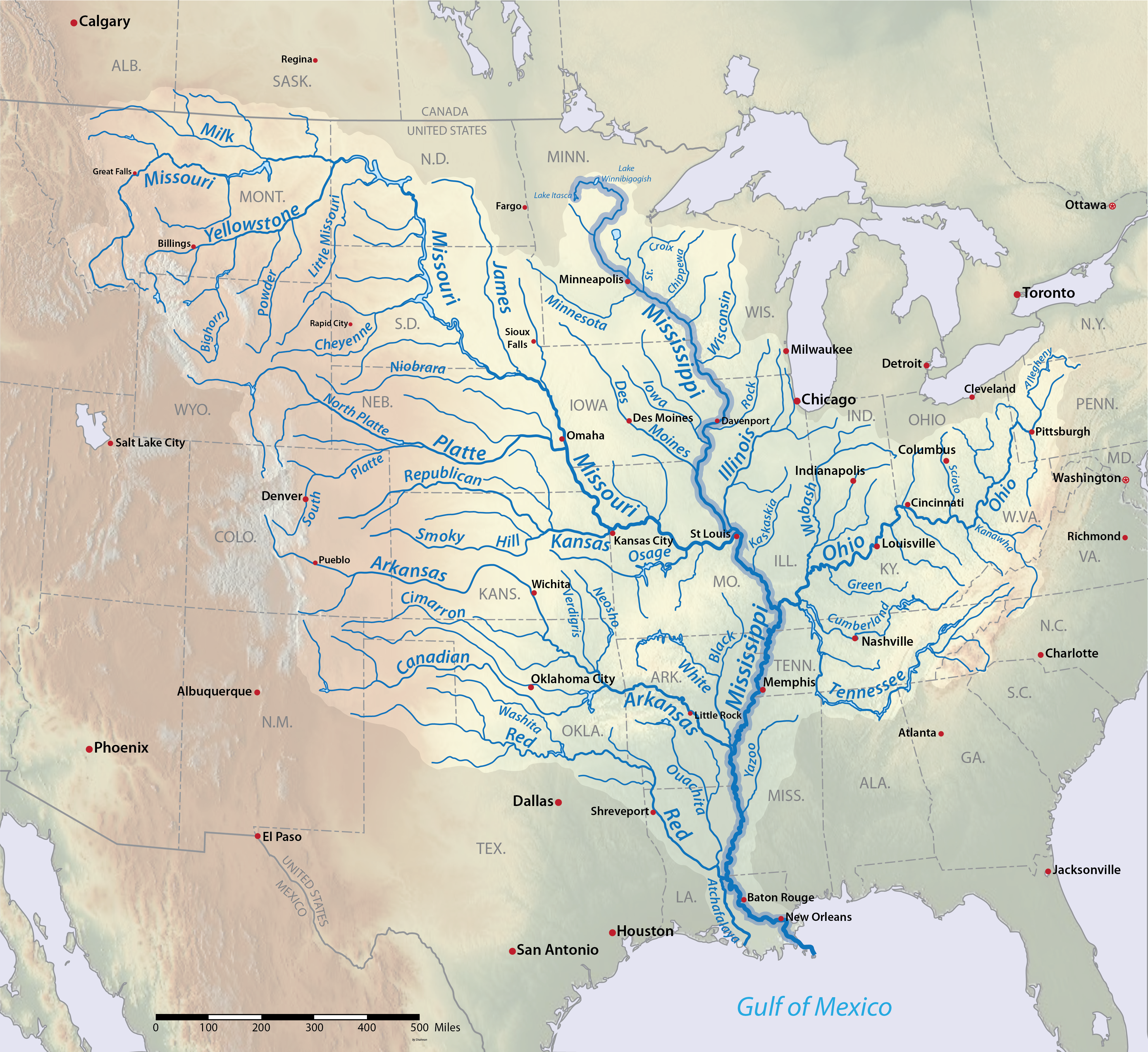
Little Rock en la cuenca del Misisipi
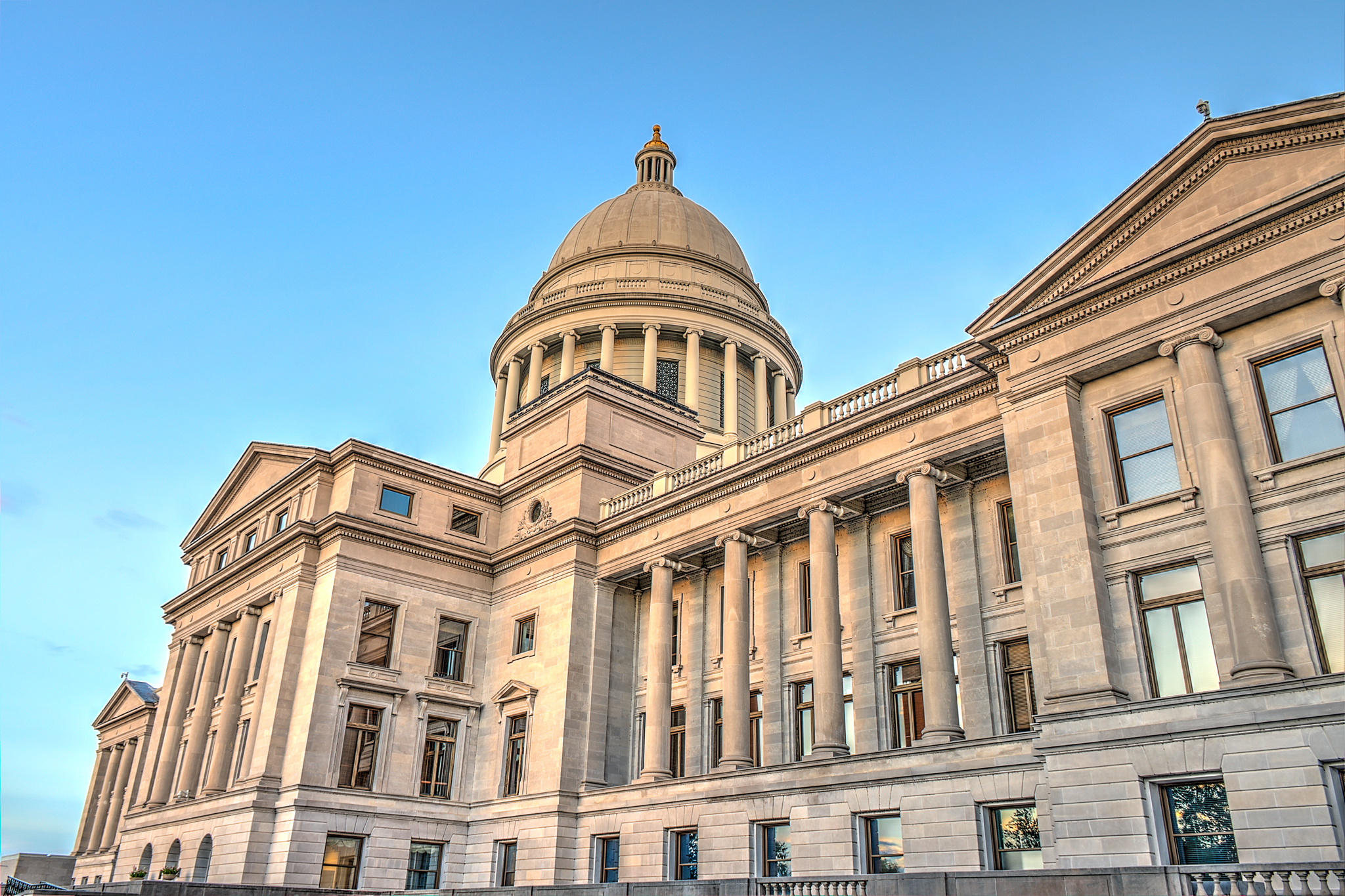
El Capitolio del Estado de Arkansas
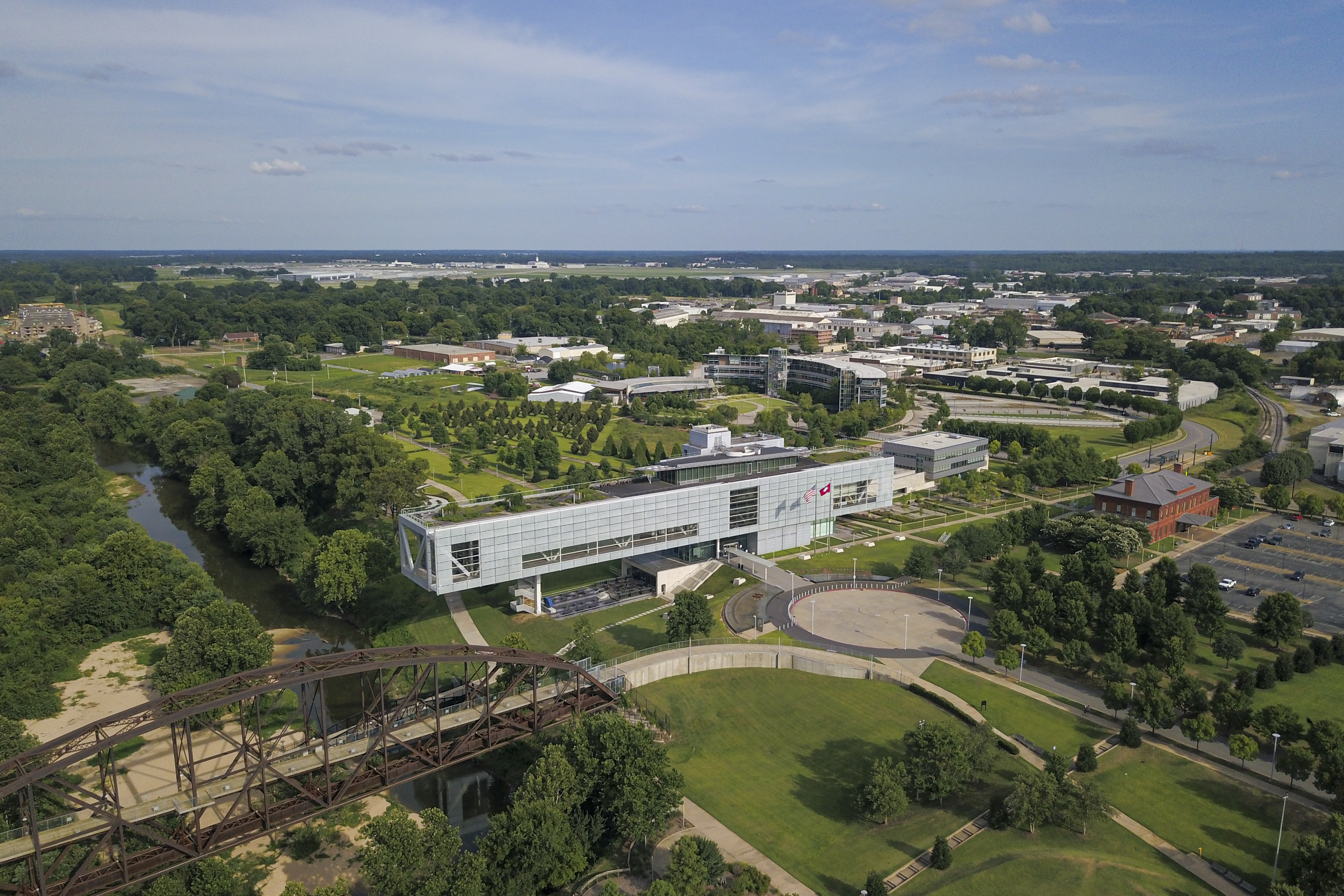
Biblioteca y Museo Presidencial de William J. Clinton
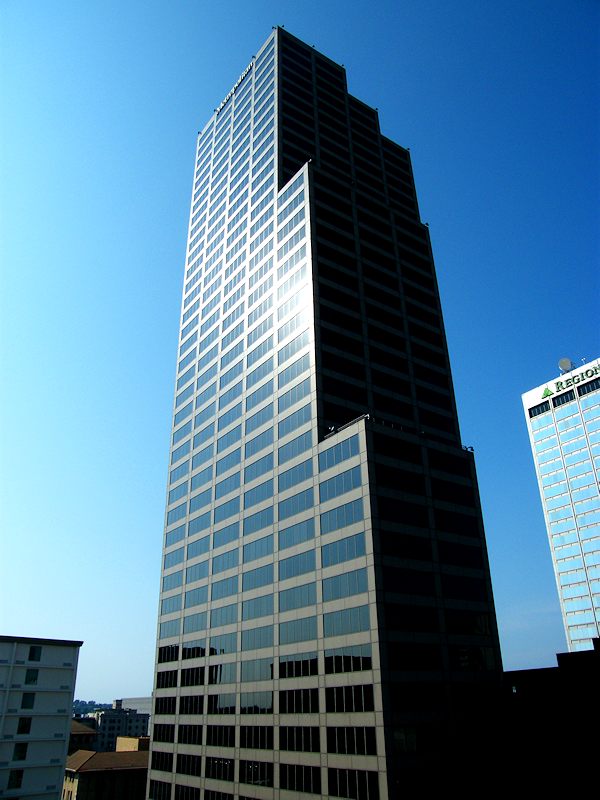
Simmons Tower

## Nativos famosos
- Douglas MacArthur (1880–1964), militar.
- Bill Clinton (n. 1946), 42.º presidente de Estados Unidos.
- Amy Lee (n. 1981), cantante y compositora de Evanescence, nacida en California pero radicada en Little Rock.
- Pharoah Sanders (1940-2022), músico.
- Gil Gerard (n. 1943), actor.

## Ciudades hermanas
La ciudad está hermanada con:
- Kaoshiung, China, 1983
- Hanam City, Corea del Sur, 1992
- Changchun, China, 1994
- Ragusa, Italia, 1997
- Mons, Bélgica
- Pachuca de Soto, México, 2006[14]

### Acuerdos de amistad
- Newcastle upon Tyne, Reino Unido
- La Petite-Pierre, Francia